# Sonet 96 (William Szekspir)

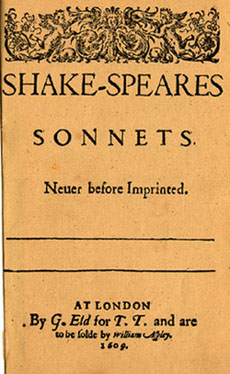
Strona tytułowa pierwszego wydania sonetów Shakespeare’a

Sonet 96 (Jednym twa miłość, drugim płochość wadzi) – jeden z cyklu sonetów autorstwa Williama Shakespeare’a. Po raz pierwszy został opublikowany w 1609 roku.

## Treść
W sonecie tym podmiot liryczny, który przez niektórych badaczy jest utożsamiany z autorem, pokazuje tajemniczemu młodzieńcowi jak niedoskonali są ci, którzy mają o nim negatywne zdanie. Prosi go jednocześnie, aby – przez wzgląd na ich związek – dbał o swoje dobre imię.